# Picodon
El picodon és un formatge de pasta tova amb pell florida francès elaborat amb llet de cabra als departaments de la Droma i l'Ardecha, a la regió de Roine-Alps. Es beneficia d'una AOC des de 1983 i d'una AOP.
S'anomena Picaudon en occità, que Frédéric Mistral al Lou Tresor dóu Felibrige va traduir al francès com a petit formatge que pica.
El període de degustació òptim s'estableix des de l'abril a l'agost, però també és excel·lent des del març fins a l'octubre. Es tracta d'un formatge de pasta una mica seca i es pot degustar fresc, en amanides o afinat. Els coneixedors el prefereixen marinat en oli d'oliva i acompanyat per herbes aromàtiques.

## La llet
La llet de cabra per fer aquest formatge es recull als departaments de l'Ardecha, la Droma, al cantó de Barjac (Gard) i l'enclavament de Valréas a la Valclusa.
Les races de cabres que s'usen són l'alpina i també la Saanen. Durant la primavera i l'estiu, les cabres es nodreixen amb herbes, ginebrons, avellanes, glans, castanyes, espígol, til·la... A l'hivern s'alimenten amb ferratges, cosa que explica la variació en el gust.

## Elaboració
Amb el respecte de la tradició artesana, els productors barregen la llet sencera i crua de cabra amb una petita quantitat de quall. Delicadament barregen la mescla i la col·loquen en recipients de costats arrodonits per tal d'assecar-la, procés que dura almenys 24 hores.
Tastats, salats i desemmotllats, els formatges s'afinen durant un mínim de 8 dies. Per tenir l'AOC calen 14 dies, a més de respectar un seguit de criteris com la forma, la crosta, la pasta, el gust, el postgust i la textura.
Un altre mètode de fabricació per a obtenir l'AOC consisteix a netejar la crosta almenys tres vegades durant l'afinament. Aquest mètode s'anomena Dieulefit a partir del nom del municipi de la Droma del mateix nom.

## Producció
El 2003 se'n van produir 500 tones. Econòmicament el picodon afecta 360 granges de cabres i més de mil treballadors directes. Permet salvaguardar l'agricultura de les muntanyes i les cabres són un element de manteniment del bosc de manera natural i s'eviten incendis.